# Stompneusbaai
Stompneusbaai è una località costiera sudafricana situata nella municipalità distrettuale di West Coast nella provincia del Capo Occidentale. Il villaggio prende il nome da una specie di pesce, il Chrysophrys globiceps.

## Geografia fisica
Il piccolo centro sorge a poca distanza della cittadina di St. Helenabaai a circa 135 chilometri a nord di Città del Capo.